# Калвата
Калвата (груз. კალვათა) — село в Грузії.
За даними перепису населення 2014 року в селі проживає 353 осіб.